# 安妮·塔戈
安妮·塔戈（英語：Annie Tagoe，1993年6月4日—），英国女子田径运动员，2010年夏季青年奥运会女子混合接力铜牌得主、2013年欧洲U23田径锦标赛女子4×100米接力银牌得主、2023年世界田径锦标赛女子4×100米接力铜牌得主。